# Гавел, Антони
Антони Гавел (пол. Antoni Gaweł; 1901—1989) — польский геолог, минералог и петрограф.

## Биография
Родился 22 марта 1901 года в городе Łazy. Был старшим сыном шахтера Wojciecha Gawła и его жены Katarzyny из города Baranów.
После окончания четырех классов школы, был принят в гимназию. В летние месяцы каникул Антони он работал на угольных шахтах в Łazy и Sucha Dolna.
Гавел получил аттестат об окончании средней школы в июле 1919 года, начал изучать химию, минералогию и геологию на философском факультете Ягеллонского университета. В ноябре 1919 года он добровольцем ушел для формирования польской армии в Заользье. Продолжил обучение благодаря стипендии Национального совета Цешинской Силезии (Rada Narodowa Księstwa Cieszyńskiego), а затем — Министерства религиозных конфессий и народного образования (Ministerstwo Wyznań Religijnych i Oświecenia Publicznego). Еще до окончания университета он начал работать в качестве вспомогательного научного сотрудника в Минералогическом отделе Ягеллонского университета под руководством профессора Стефана Кройца (1883—1941). С этим отделом была связана вся последующая жизнь Антони Гавела: здесь в 1927 году он работал в качестве вспомогательного работника, до 1932 года был младшим ассистентом, до 1938 года — старшим ассистентом, а до начала Второй мировой войны был доцентом. В 1928 году он получил степень доктора геологии, являлся сотрудником физиографического комитета Польской академии наук и искусств (ныне Польская академия знаний). В 1928-1930 годах читал лекции по кристаллографии, минералогии и петрографии в Познанском университете. В 1937 году он участвовал в многомесячной научной экспедиции в Гренландию под руководством Александра Косиба.
С началом войны, 6 ноября 1939 года, Гавел был арестован гестапо во время ареста краковских профессоров и перевезен в тюрьму Монтелюпих, затем во Вроцлав и 28 ноября 1939 года был помещён в концентрационный лагерь в Заксенхаузене. 4 марта 1940 года учёного перевезли в концлагерь Дахау, в январе 1941 года он был освобожден и вернулся в Краков. Благодаря поддержке доктора  Czesław Kuźniar и профессора Józef Zwierzycki, Антони Гавел был принят на работу в Национальный геологический институт (Państwowy Instytut Geologiczny), затем — в Amt für Bodenforschung z centralą со штаб-квартирой в Кракове, где нашли  нашли убежище многие польские выдающиеся геологи.
Антони Гавел продолжил заниматься научными исследованиями и принимал участие в бурении в Сулкуве, к востоку от Велички, в богатых слоях миоцена. Он также составил карту горных раскопок в соляной шахте в Величке, написал монографию о геологическом строении соляного месторождения Велички, опубликованный в 1962 году. За этот труд он получил Государственную премию (Знак государственной награды) 2-й степени. Продолжая работать в Национальном геологическом институте, также занимался другими исследованиями. Во второй половине 1944 года Антони Гавела задержали и на три недели посадили в концлагерь Плашов.
После окончания войны Гавел вернулся на кафедру минералогии Ягеллонского университета, где в 1948 году стал доцентом, а в 1957 году — полным профессором. Также в 1951-1957 годах он проводил занятия по минералогии и петрографии на факультете геологии в Горно-металлургической академии имени Станислава Сташица.
Умер 31 августа 1989 года в Кракове.